# Cratere Molière
Molière  è un cratere sulla superficie di Mercurio.